# Héritages
Pour les articles homonymes, voir Héritage.
Héritages, typographié H€RITAGES est une émission de télévision française diffusée entre le 27 septembre 2018 et le 11 septembre 2022 sur NRJ 12 et depuis le 2 mai 2023 sur Chérie 25. L'émission est présentée et narrée par Jean-Marc Morandini. Le principe est proche du documentaire et est concentré sur des affaires concernant les héritages patrimoniaux. Les résumés de certains épisodes sont consultables sur le site internet de l'émission. Chaque épisode est rediffusé de nombreuses fois dans les saisons suivantes.

## Programmation
Des informations sont mentionnées dans la colonne « Détails et informations », sauf si l'article correspondant existe.

### Première saison (2018-2019)
| Date de première diffusion | Titre de l'épisode                                                  | Titres des reportages                                                            | Détails et informations supplémentaires |
| -------------------------- | ------------------------------------------------------------------- | -------------------------------------------------------------------------------- | --- |
| 27 septembre 2018          | Titre ?                                                             | Un mariage trop parfait                                                          | Puy-Saint-Pierre novembre 2012 Marcel Amphoux « l'ermite des Alpes » 67 ans riche agriculteur meurt dans un accident de la route. Marié le 7 septembre 2011 à Sandrine Devillard agent immobilier. |
| 27 septembre 2018          | Titre ?                                                             | La haine en héritage                                                             | Le Perreux-sur-Marne dans la nuit du 5 au 6 novembre 2012 Christiane Roger 83 ans est tuée dans son pavillon cossu par sa petite-fille Chantal Chézeau et son mari Patrice. |
| 27 septembre 2018          | Titre ?                                                             | Sous l'emprise du gourou                                                         | Monflanquin, pendant 8 ans, 11 membres de la famille aristocratique Védrines sont séquestrés et dépouillés par Thierry Tilly, escroc. |
| 4 octobre 2018             | Titre ?                                                             | Arnaque aux testaments                                                           | Lubersac 11 avril 2017 près d'un million d'euros d'héritages sont détournés par Christophe Taurisson notaire et Franck Point-Lespinasse artisan taxi-ambulancier. |
| 4 octobre 2018             | Titre ?                                                             | La veuve noire de la Riviera                                                     | Patricia Dagorn attire des hommes dans son lit, puis les empoisonne au Valium. « La veuve noire de la Côte d'Azur », « La diabolique de la Riviera ». |
| 4 octobre 2018             | Titre ?                                                             | La guerre des clans                                                              | Grand-Champ 9 avril 2009 Anne-Marie Le Couviour, 75 ans, est assassinée chez elle, lors d'une simulation de cambriolage, par Wenceslas Lecerf et Guénolé Madé, recrutés par son jardinier Loïc Dugué, lui-même commandité par sa belle-fille Josiane. |
| 30 novembre 2018           | Spéciale Johnny                                                     | Spéciale Johnny                                                                  | |
| 14 février 2019            | Spéciale Saint Valentin : de l'amour à la guerre                    | Jean-Luc, étranglé pour 180 000 euros, son fils parle                            | Choisy-au-Bac 10 novembre 2008 Jean-Luc Lemaire, 31 ans, employé à l'hippodrome de Compiègne, est assassiné par Frédéric Ricaux et Alain Lanternier, deux des amants d'Isabelle, son épouse, la commanditaire. |
| 14 février 2019            | Spéciale Saint Valentin : de l'amour à la guerre                    | Aurore et Peter : les amants diaboliques                                         | 10 mai 1995, sur une route de Haute-Corse, Marc Van Beers, homme d'affaires de Bruxelles, 36 ans, est assassiné par Peter Uwe Schmitt, l'amant de sa nouvelle épouse Aurore Martin. |
| 21 février 2019            | Au dessus de tout soupçon                                           | Marcelle : Main basse sur le magot                                               | |
| 21 février 2019            | Au dessus de tout soupçon                                           | Révélations : « Affaire Gisèle Loquet » : sa belle-fille Ghislaine nous dit tout | Équemauville 17 novembre 1998 Gisèle Loquet veuve retraitée est presque entièrement carbonisée chez elle. |
| 21 février 2019            | Au dessus de tout soupçon                                           | Maurice : Le neveu indigne                                                       | Doué-la-Fontaine juillet 2012 Yvette Julien est agressée chez elle par son neveu Maurice Boiteux. |
| 28 février 2019            | L'argent a détruit ces familles                                     | Jordan : l'héritier infortuné                                                    | Bozel, 26 juillet 2012 : Florent Lenisa, 49 ans, et ses fils Benjamin, 17 ans, et Victor, 8 ans, sont abattus par le fils aîné Jordan. |
| 28 février 2019            | L'argent a détruit ces familles                                     | Roselyne et Christophe : pour le meilleur et pour l'argent                       | |
| 28 février 2019            | L'argent a détruit ces familles                                     | Hicham : le coup de folie                                                        | Toulouse 22 juillet 2013 avenue Jean-Chaubet Bassel Yacine (ou Yassine) médecin pédiatre d'origine libanaise est tué par son frère ainé Hicham architecte ruiné. |
| 7 mars 2019                | Ces guerres d'héritages qui ont fait la une                         | Argent, trahison et mensonges sur le rocher                                      | |
| 7 mars 2019                | Ces guerres d'héritages qui ont fait la une                         | Mystérieuse disparition de la riche héritière                                    | |
| 14 mars 2019               | L'appât du gain                                                     | Suzanne : Qui a volé la riche héritière ?                                        | La Garde-Freinet 16 septembre 1986 Suzanne Barou de la Lombardière de Canson 76 ans meurt séquestrée, maltraitée et affamée par Joëlle Pesnel avec la complicité de Robert Boissonnet avocat. |
| 14 mars 2019               | L'appât du gain                                                     | Le magot de la rentière                                                          | |
| 14 mars 2019               | L'appât du gain                                                     | Noces... d'argent !                                                              | |
| 21 mars 2019               | L'odeur de l'argent                                                 | Un docteur un peu trop chanceux                                                  | Liège février 2001 un médecin et son épouse héritent de la marraine de celle-ci puis d'une amie âgée. |
| 21 mars 2019               | L'odeur de l'argent                                                 | Privée d'héritage                                                                | Le Crotoy nuit du 4 au 5 juillet 2009 Patrick Lamy 56 ans gérant d'agences immobilières et propriétaire de plusieurs biens immobiliers est écrasé par son épouse Carole. |
| 21 mars 2019               | L'odeur de l'argent                                                 | L'héritier qui déraille                                                          | Carpentras 22 avril 2008 8 rue Cottier Vincent Passebois 60 ans notaire est abattu d'une balle de carabine 22 long rifle devant son cabinet par un client mécontent de sa part d'héritage trop faible. |
| 28 mars 2019               | Séductions mortelles                                                | Fatima, l’ensorceleuse de la Place Vendôme                                       | Maroc avril 2002 Roger Bendeçon joaillier est tué par sa compagne Fatima Anechad. |
| 28 mars 2019               | Séductions mortelles                                                | Rodica, l'héritage mortel                                                        | |
| 4 avril 2019               | Famille, je vous hais                                               | Les deux frères et la maison maudite                                             | Neuilly-en-Thelle juillet 2008 Jean-François Caffin 46 ans est abattu d'un coup de fusil dans le dos par son frère Jean-Philippe. |
| 4 avril 2019               | Famille, je vous hais                                               | Les vignes de la discorde                                                        | Cahors 17 octobre 2011 Stéphan Belmon 31 ans agent immobilier est frappée et étranglée chez elle par son frère Matthias architecte. |
| 4 avril 2019               | Famille, je vous hais                                               | Le patrimoine de Papy                                                            | Marseille rue Grignan février 2014 Stéphane Rémont garçon de salle et son frère Geoffroy tentent d'empoisonner au Rivotril Victor Rouit 90 ans mari de leur grand-mère. |
| 11 avril 2019              | Bien mal acquis ne profite jamais...                                | Les gros sous de la riche héritière de la joaillerie                             | Neuilly-sur-Seine 12 mai 2009 Lucie « Lulu » veuve d'un célèbre joaillier meurt. Son compagnon François est déshérité. |
| 11 avril 2019              | Bien mal acquis ne profite jamais...                                | Un héritage inespéré                                                             | Tourcoing 10 avril 2002 Madeleine Chevalier 78 ans veuve sans descendant est empoisonnée par injection de Kétamine puis d'un produit pour euthanasier les chiens par Pierre Haese son médecin dont elle avait fait son héritier, puis avait changé d'avis. |
| 11 avril 2019              | Bien mal acquis ne profite jamais...                                | Les petits pains qui valaient de l'or                                            | |
| 18 avril 2019              | Quand l'argent tue l'amour                                          | L'héritière en série                                                             | |
| 18 avril 2019              | Quand l'argent tue l'amour                                          | L'amour ou l'héritage                                                            | Cabuçu (Brésil) 17 août 2004 Sébastien Brun 31 ans fleuriste grenoblois est assassiné par son épouse Denize Soarez avec la complicité de son frère Messias. |
| 25 avril 2019              | L'argent ne fait pas le bonheur                                     | 2 Courtisanes, 2 héritières                                                      | Pyla-sur-Mer mai 2009 Jean Lignon 82 ans meurt. Son épouse et sa dernière maîtresse se disputent son héritage. |
| 25 avril 2019              | L'argent ne fait pas le bonheur                                     | Vengeance d'héritage                                                             | Rivesaltes 20 juillet 2010 Jean-Charles Messmer 63 ans médecin anesthésiste-réanimateur veuf est abattu au bord de sa piscine par son beau-père Jean Bastouïll. |
| 25 avril 2019              | L'argent ne fait pas le bonheur                                     | La pendue qui valait 14 millions                                                 | |
| 2 mai 2019                 | Assurance sur la mort                                               | Le prix de la vie                                                                | Leudeville 30 janvier 2007 Kathlyn Vasseur 26 ans compagne de Jamel Leulmi meurt d'un accident de vélo. Il bénéficie d'une importante assurance vie qu'elle a contractée peu avant de mourir. Maroc décembre 2009 Julie Derouette sa nouvelle compagne est victime accident de la route. Elle a souscrit près de 5 millions d'euros d'assurances-vie.               |
| 2 mai 2019                 | Assurance sur la mort                                               | Des contrats en or                                                               | |
| 9 mai 2019                 | Veuves noires                                                       | La mort en héritage                                                              | Villalar de los Comuneros 12 juillet 2003 Simon Jochimec 75 ans est assassiné par sa jeune épouse Dominique Louis « Maud » call-girl ancienne policière, avec la complicité de son amant Jean-Claude Vaze. |
| 9 mai 2019                 | Veuves noires                                                       | Un irrésistible héritage                                                         | |
| 16 mai 2019                | L'héritier était presque parfait                                    | La fortune de la concierge                                                       | Nantes 20 mars 2008 Pascal Minoia concierge est poignardé de 20 coups de couteau par 2 hommes commandités par son épouse Sylvie. |
| 16 mai 2019                | L'héritier était presque parfait                                    | La maison de la discorde                                                         | Le Grand-Quevilly 30 mars 2013 Jacques Franck médecin et son épouse Nelly sont abattus chez eux par Jimmy Etancelin menuisier qui était hébergé gratuitement dans la maison par Christian Le Barh, frère de Nelly, jusqu'à sa mort en 2010 et pensait en hériter.                                                                                                   |
| 16 mai 2019                | L'héritier était presque parfait                                    | Une héritière trop parfaite                                                      | 16e arrondissement de Paris 5 janvier 2005 Norbert Mascaras 73 ans millionnaire avare reclus est empoisonné d'une surdose de Tercian dans sa chambre de bonne par son aide-soignante Catherine Menoux ancienne couturière se faisant passer pour sa nièce. |
| 23 mai 2019                | Jeanne Calment, doyenne de l'Humanité ou imposture pour un héritage | Jeanne Calment, doyenne de l'humanité ou imposture pour un héritage ?            | |
| 23 mai 2019                | Jeanne Calment, doyenne de l'Humanité ou imposture pour un héritage | Quand la musique est d'or                                                        | 14e arrondissement de Paris novembre 2008 dans une chambre d'hôtel Peter Ikin producteur ancien dirigeant de Warner Music meurt d'une surdose de paracétamol. Son compagnon Alexandre Despallières chanteur est accusé de l'avoir tué. |
| 30 mai 2019                | La mort en héritage                                                 | Le gendre ingrat                                                                 | |
| 30 mai 2019                | La mort en héritage                                                 | L'héritier mal-aimé                                                              | Brison-Saint-Innocent 31 décembre 1996 Anne-Marie Pignal 76 ans riche veuve est poignardée dans sa maison par son fils adoptif Hugues Pignal, assisté de Jean-Claude Hardy et Patrick Balland. |
| 30 mai 2019                | La mort en héritage                                                 | Le viager de la discorde                                                         | 2015 Olivier Cappelaere tente d'empoisonner à l'atropine Suzanne Bailly 78 ans qui lui a vendu son appartement en viager pour 638 euros par mois. |
| 6 juin 2019                | Course contre la mort                                               | Héritage à la russe                                                              | Saint-Pétersbourg août 2013 Christophe Sion 51 ans analyste financier d'une famille bourgeoise de l'industrie du coton est tué par son épouse russe Dina Sissoïeva, dont il est séparé. Elle démembre son corps et l'incinère dans une forêt à Pskov avec la complicité de son père.                                                                                |
| 6 juin 2019                | Course contre la mort                                               | La mort mystérieuse du marchand d'art                                            | |
| 13 juin 2019               | Touché en plein cœur                                                | Un héritier déshérité                                                            | Saint-Laurent-de-la-Prée mars 2015 Marc 75 ans est poignardé par son épouse Michelle Missegue. Jugée pénalement irresponsable, elle est internée en hôpital psychiatrique et doit hériter de la fortune de Marc. Alexis Leveillé le fils de Marc s'y oppose. |
| 13 juin 2019               | Touché en plein cœur                                                | L'héritière piégée                                                               | |
| 13 juin 2019               | Touché en plein cœur                                                | Le comptable aux deux visages                                                    | Près de Genève 21 mars 2002 Jean-Raymond Blatti 45 ans comptable est assassiné dans l'entreprise où il travaille poignardé par son collègue Denis Lemasson. |
| 20 juin 2019               | Héritages sanglants                                                 | Deux frères pour un héritage                                                     | Châteauneuf-du-Pape octobre 2015 Jean-Marc Brunel 57 ans gérant de la société de commercialisation de produits laitiers et de fromages de ses parents est tué par son frère ainé Dominique. Il le met sous une dalle en béton au fond du puits dans son jardin. |
| 20 juin 2019               | Héritages sanglants                                                 | Unis pour obtenir un héritage                                                    | Servilly lieu-dit La Bruyère 3 septembre 2015 Daniel Mazeas 65 ans veuf sans enfant dépressif est retrouvé pendu chez lui. Avec un faux testament Jean-Louis Magnin avec plusieurs notables complices partout en France tente de capter son héritage. De 2011 à 2015 ils ont détourné une dizaine d'héritages pour un montant total de près de 10 millions d'euros. |
| 4 juillet 2019             | Ces héritiers prêts à tout                                          | Les deux fils de la riche aristocrate                                            | 2017 le fils biologique et le fils adoptif se disputent l'héritage estimée à 150 millions d'euros de leur mère aristocrate |
| 4 juillet 2019             | Ces héritiers prêts à tout                                          | Prêt à tout pour le magot                                                        | Près de Royan automne 1993, Françoise hémiplégique disparait. Son mari Michel, dont elle voulait se séparer, prétend qu'elle est partie refaire sa vie ailleurs. |
| 4 juillet 2019             | Ces héritiers prêts à tout                                          | L'amour en héritage                                                              | Courbevoie 2000 Alexandre 85 ans ancien préfet issu d'une riche famille meurt. Ses 6 garçons et son épouse et ancienne employée de maison marocaine se disputent l'héritage de plus d'un million et demi d'euros. |

### Deuxième saison  (2019-2020)
| Date de première diffusion | Titre de l'épisode                                          | Titres des reportages                                       | Détails et informations supplémentaires |
| -------------------------- | ----------------------------------------------------------- | ----------------------------------------------------------- | --- |
| 24 octobre 2019            | Pour le meilleur et pour le fric                            | Le piège d'amour                                            | Ambohibao dans la nuit du 23 au 24 décembre 2014 Philippe « Bil » Bertrand 52 ans menuisier est saoulé, étranglé avec une corde, achevé à coups de marteau et incinéré par des tueurs à gage commandités par son épouse Sonya.                                                                                     |
| 24 octobre 2019            | Pour le meilleur et pour le fric                            | Un très cher ami                                            | Brachy Stéphane Dagicour podologue à Dieppe est condamné pour avoir profité et dilapidé la fortune de son amie Nicole riche veuve sans enfant. |
| 24 octobre 2019            | Pour le meilleur et pour le fric                            | Aimer à se ruiner                                           | Bagnoles-de-l'Orne 26 juin 2016 parking d’une résidence d’une station thermale Christiane Bontonnou 66 ans est abattue par Alain Lallemand 69 ans son ex-compagnon qu'elle a ruiné qui se suicide. |
| 14 novembre 2019           | Un héritage couleur sang                                    | Un héritier prêt à tout                                     | La Bastide-Clairence 20 février 2016 Pascal Rouxel 55 ans et son épouse Ewa 54 ans sont abattus chez eux, devant le frère ainé Yann autiste, par leur fils Kévin condamné à 30 ans en appel, son épouse Sofya Bodnarchuk présente lors des faits étant acquittée.                                                  |
| 14 novembre 2019           | Un héritage couleur sang                                    | Un mariage en or                                            | Lot mai 2012 Pierre 88 ans meurt 2 mois après s'être marié avec Nicole. Alain, fils de Pierre est privé d'héritage et soupçonne Nicole et son fils Jean-Luc d'avoir capté l'héritage. |
| 14 novembre 2019           | Un héritage couleur sang                                    | Le viager de l'amitié                                       | Belgique février 2017 Raymond Lochet 84 ans veuf gendarme retraité sans enfant meurt dans un accident de voiture. Le conducteur Eric Flammang son ami locataire en viager du rez-de-chaussée de sa maison est accusé d'avoir tenté de le tuer. Il est condamné en 2021 à 25 ans de réclusion criminelle.           |
| 15 novembre 2019           | Le baiser de la mort                                        | Un héritier déshérité                                       | Thérèse octogénaire ancienne infirmière veuve sans enfants atteinte de la maladie d'Alzheimer. Elle possède un patrimoine conséquent à Bordeaux et attire les profiteurs. |
| 15 novembre 2019           | Le baiser de la mort                                        | Les héritières en colère                                    | Région parisienne Claude riche restaurateur meurt. |
| 15 novembre 2019           | Le baiser de la mort                                        | Le testament qui vaut de l'or                               | |
| 21 novembre 2019           | Héritages maudits                                           | Un héritage à tout prix                                     | Plaisir 15 mars 2016 Anna-Maria est étranglée par son fils Luis Carlos de Freitas Carvalho joueur compulsif aux paris sportifs surendetté et il tente de tuer son père Augusto. |
| 21 novembre 2019           | Héritages maudits                                           | La veuve joyeuse                                            | Vendôme 22 septembre 1993 Guy Denizot ingénieur en géologie 67 ans sans enfant est assassiné de plusieurs coups de couteau dans la salle de bain de sa maison de campagne par un homme de main commandité par Jacqueline Boissinot son épouse.                                                                     |
| 21 novembre 2019           | Héritages maudits                                           | Famille, je vous hais                                       | Vevey 4 janvier 2006 Ruth Légeret au sous-sol de sa grande maison avec son amie Marina Studer sont tuées par François fils adoptif de Ruth. |
| 28 novembre 2019           | Où est passé l'héritage ?                                   | Libertinage et héritage                                     | La Grande-Motte 22 avril 2007 4h du matin Paul Mistler 60 ans banquier retraité est tué d'un coup de fusil harpon et plusieurs coups de couteau par Franz Diguelman serveur amant de son épouse Diane. |
| 28 novembre 2019           | Où est passé l'héritage ?                                   | Le pactole de la philosophe                                 | |
| 28 novembre 2019           | Où est passé l'héritage ?                                   | Amour, argent et trahison                                   | Hassel 1er novembre 2010 Camille Kolber 69 ans ancien employé d´une banque allemande est tué à coups de hache dans son lit. Pascal son ex-compagnon est soupçonné puis acquitté. |
| 5 décembre 2019            | La face sombre de l'héritage du commandant Cousteau         | Cousteau : un héritage en naufrage ?                        | |
| 5 décembre 2019            | La face sombre de l'héritage du commandant Cousteau         | La fortune de malheur                                       | |
| 12 décembre 2019           | On ne prête qu'aux riches                                   | L'héritage est dans le pré !                                | Toulx-Sainte-Croix 26 juin 2013 lieu-dit du Pradeau dans la grange de l'exploitation agricole Marie-Thérèse Lafont est abattue par Joseph Gaulhier père de son compagnon Guy car elle dilapide le patrimoine. |
| 12 décembre 2019           | On ne prête qu'aux riches                                   | Bain de sang pour un héritage                               | Lot Jean-Claude et sa sœur Catherine soupçonnent leur beau-frère Michel 67 ans gérant les biens immobiliers de la famille de son épouse de les voler. |
| 12 décembre 2019           | On ne prête qu'aux riches                                   | Le meilleur ami et le testament suspect                     | mai 2008 Emmanuel riche aristocrate parisien est trouvé mort dans sa chambre. Il a légué sa fortune à son ami Sylvain la veille. |
| 9 janvier 2020             | Bain de sang pour un héritage                               | Le fusil de la discorde                                     | Aillevillers-et-Lyaumont 26 mars 2014 Damien Ménigot 32 ans autoentrepreneur en terrassement est abattu par son oncle Jean-Pierre Mange. |
| 9 janvier 2020             | Bain de sang pour un héritage                               | L'incroyable rebondissement                                 | Gembloux 9 mai 2018 20 rue Malaise François Chantraine 92 ans est étouffé chez lui par son fils Daniel policier qui se suicide pendant l'instruction. |
| 9 janvier 2020             | Bain de sang pour un héritage                               | Le magot du pompiste                                        | Dans les Pyrénées-Atlantiques avril 2015 Ambroise pompiste se fait voler 800000 euros qu'il a économisés en liquide cachés dans des petites boites métalliques par son aide ménagère, le fils de celle-ci et 3 amis de celui-ci.                                                                                   |
| 16 janvier 2020            | Paix à son âme                                              | Le prince pas trop charmant                                 | Les Sorinières 20 mars 2015 manoir de la Chatterie Céline Sablé-Marchand 40 ans est tuée à coups de pelle par son époux Yann commercial. |
| 16 janvier 2020            | Paix à son âme                                              | Héritage charnel                                            | Le Mans juin 2015 rue Albert Maignan Frédéric « Fred » Guittard 51 ans ancien directeur commercial est abattu de 3 balles dans la tête par Jean-François Ornano commandité par son épouse Touria Rafjaoui. |
| 16 janvier 2020            | Paix à son âme                                              | Sans fleur ni couronne                                      | |
| 30 janvier 2020            | Spéciale Meghan et Harry : Le couple rebelle défie la reine | Spéciale Meghan et Harry : Le couple rebelle défie la reine | |
| 6 février 2020             | Un héritage empoisonné                                      | La loi du silence                                           | |
| 6 février 2020             | Un héritage empoisonné                                      | L'héritage était presque parfait                            | Toulouse, hiver de 2014 Évelyne 91 ans est tuée chez elle par son gendre Jean-Pierre Moreno. |
| 6 février 2020             | Un héritage empoisonné                                      | L'histoire était trop belle                                 | Trois-Ponts 11 mars 2015 Bruno Lieber propriétaire immobilier est empoisonné à la strychnine par son épouse Nancy Krings avec la complicité de leur voisine Fabienne Waegemans. |
| 20 février 2020            | Sexe, mensonge et héritage                                  | La chasse aux canards tourne mal                            | Cavignac 30 octobre 2011 Cyrille Boutin agent d'entretien 39 ans est abattu par Jean-Marc Arbouin pompier volontaire amant de son épouse Nathalie. |
| 20 février 2020            | Sexe, mensonge et héritage                                  | Le vieil homme et son employée                              | Raymond riche retraité veuf épouse son aide-ménagère Samira qui hérite de sa fortune. |
| 20 février 2020            | Sexe, mensonge et héritage                                  | Héritière venue du froid                                    | Béziers 17 août 2001 Alain Michelet 50 ans psychologue et investisseur immobilier est poignardé par Francis Rousselet maçon dans sa maison incendiée. |
| 12 mars 2020               | Mylène Demongeot : on lui a volé son héritage               | Mylène Demongeot : on lui a volé son héritage               | |
| 14 mai 2020                | spéciale Coluche : la guerre secrète pour son héritage      | spéciale Coluche : la guerre secrète pour son héritage      | |
| 2020                       | Le mal en héritage                                          | Héritage à la marseillaise                                  | Marseille Jeanne médecin esthétique meurt en 2006 Laurent son conseiller financier hérite de sa fortune d'environ 3 millions d'euros, alors que dans son testament en 2002 elle la destinait à trois amis. |
| 2020                       | Le mal en héritage                                          | L'ami de Johnny Hallyday                                    | Albert meurt sa compagne Nicole hérite de son patrimoine d'environ 5 millions d'euros. Une femme prétend être la mère de la fille illégitime d'Albert et exige une part d'héritage. |
| 2020                       | Le mal en héritage                                          | Rendez-vous avec la mort                                    | Castanet-Tolosan 1er février 2019 Jacqueline 93 ans est étranglée. |
| 28 mai 2020                | Spéciale Christophe                                         | Spéciale Christophe                                         | |
| 4 juin 2020                | Du sang, des larmes et un héritage                          | L'héritage du récidiviste                                   | Belgique 24 août 2005 Marie et ses 3 fils se dispute avec 2 autres fils d'une première union l'héritage de René de plus d'un million d'euros. |
| 4 juin 2020                | Du sang, des larmes et un héritage                          | Héritage en eaux troubles                                   | Marseille 4 octobre 2010 Jacques Métais 66 ans retraité de la Banque de France est tué, ligoté et immergé dans les calanques par son ex-épouse Annie Slama. |
| 4 juin 2020                | Du sang, des larmes et un héritage                          | La maison de la discorde                                    | Plonévez-du-Faou 23 août 2018 Vincent Calvez 45 ans boulanger-pâtissier est abattu de 2 balles dans la tête par Olivier Coudray commandité par son ex-épouse Fabienne Mehens. |
| 11 juin 2020               | A la vie... À la mort                                       | Héritage en otage                                           | Élina meurt son mari Léonce devait hériter mais il ne retrouve plus le testament et va perdre la moitié du domaine de 157 hectares de terres agricoles et d'un manoir. |
| 11 juin 2020               | A la vie... À la mort                                       | Sexe, fortune et héritage                                   | Épagny (Haute-Savoie) 5 avril 1997 Alfred « Freddy » Cavanna 60 ans patron de la boîte de nuit possédant un patrimoine d'environ 1 million d'euros est abattu alors qu'il rentre chez lui au petit matin par Arnaud Thévenin recruté par Monique « La Mite » épouse d'Alfred et son amant Jozef « Yoko » Michalek. |
| 11 juin 2020               | A la vie... À la mort                                       | L'héritage providentiel                                     | Saint-Priest-en-Jarez 30 novembre 1999 Geneviève Gournier 81 ans injecte du Tracrium à son mari André 75 ans et se suicide ensuite de la même manière chez eux. Leur fils Jean-Paul chirurgien accusé de les avoir empoisonnés est acquitté en appel en juin 2009.                                                 |
| 25 juin 2020               | Spéciale Karl Lagerfeld un héritage qui tient... à un fil ! | Spéciale Karl Lagerfeld un héritage qui tient... à un fil ! | |

### Troisième saison (2020-2021)
| Date de première diffusion | Titre de l'épisode                                                                | Titres des reportages                                                             | Détails et informations supplémentaires |
| -------------------------- | --------------------------------------------------------------------------------- | --------------------------------------------------------------------------------- | --- |
| 10 septembre 2020          | Jean-Luc Delarue : Toute une histoire                                             | Jean-Luc Delarue : Toute une histoire                                             | |
| 24 septembre 2020          | Fausses notes pour un héritage                                                    | Fausses notes pour un héritage                                                    | |
| 1er octobre 2020           | Amour, argent et trahison                                                         | Pour l'amour et pour le fric                                                      | |
| 1er octobre 2020           | Amour, argent et trahison                                                         | Un héritage nommé désir                                                           | Cointrin dans la nuit du 25 au 26 novembre 2008 Pierre Silvano 40 ans ancien mannequin, devenu chef d´entreprises familiales est abattu de 2 balles dans la tête dans sa chambre sur son lit par Gilbert tueur à gages commandité par son épouse Karine. |
| 8 octobre 2020             | Cette fille illégitime qui fait vaciller la couronne belge                        | Cette fille illégitime qui fait vaciller la couronne belge                        | |
| 22 octobre 2020            | Spéciale Alain Bashung                                                            | Spéciale Alain Bashung                                                            | |
| 3 décembre 2020            | Gucci : l'héritier de l'empire de la mode a été exécuté                           | Gucci : l'héritier de l'empire de la mode a été exécuté                           | |
| 10 décembre 2020           | Les mystères du comte de Paris                                                    | Les mystères du comte de Paris                                                    | |
| 17 décembre 2020           | Elvis Presley : l'héritage maudit du King                                         | Elvis Presley : l'héritage maudit du King                                         | |
| 14 janvier 2021            | Charles Trenet : Y'a pas de joie !                                                | Charles Trenet : Y'a pas de joie !                                                | |
| 28 janvier 2021            | Jacques Dessange : coups de ciseaux sur l'héritage                                | Jacques Dessange : coups de ciseaux sur l'héritage                                | |
| 11 février 2021            | Prince : l'icône de la chanson déclenche une guerre d'héritage sans pitié         | Prince : l'icône de la chanson déclenche une guerre d'héritage sans pitié         | |
| 25 février 2021            | Britney Spears un héritage « Toxic »                                              | Britney Spears un héritage « Toxic »                                              | |
| 11 mars 2021               | Bons baisers du cimetière                                                         | Tuerie pour un héritage                                                           | Waremme 5 novembre 2003 Henri retraité meurt. Sa compagne Georgette, son fils Pascal et la belle-fille Nathalie héritent puis, par mésentente, se dénoncent et sont condamnés.                                                                           |
| 11 mars 2021               | Bons baisers du cimetière                                                         | Mort mystérieuse en héritage                                                      | 15e arrondissement de Paris 13 décembre 2011 Michèle Laforge est trouvée par son mari morte dans sa baignoire un sèche-cheveux dans sa main droite. |
| 25 mars 2021               | George Michael : des chansons, des amants et un héritage à 116 millions           | George Michael : des chansons, des amants et un héritage à 116 millions           | |
| 8 avril 2021               | Spéciale Jean-Loup Dabadie                                                        | Spéciale Jean-Loup Dabadie                                                        | |
| 22 avril 2021              | Soirée spéciale sur les secrets de la couronne britannique                        | Soirée spéciale sur les secrets de la couronne britannique                        | |
| 29 avril 2021              | Spéciale Raymond Devos                                                            | Spéciale Raymond Devos                                                            | |
| 6 mai 2021                 | l'affaire Von Bülow : la vraie histoire du film                                   | l'affaire Von Bülow : la vraie histoire du film                                   | |
| 6 mai 2021                 | Le prix de l'amour                                                                | Le prix de l'amour                                                                | Sainte-Tulle Josiane Amoureux disparaît le 9 janvier 2014. |
| 13 mai 2021                | L'héritage du peintre Chagall, on se mélange les pineaux !                        | L'héritage du peintre Chagall, on se mélange les pineaux !                        | |
| 3 juin 2021                | Whitney Houston : l'héritage maudit de la diva                                    | Whitney Houston : l'héritage maudit de la diva                                    | |
| 10 juin 2021               | Du Parisien au Tour de France, l'incroyable guerre pour un héritage médiatique... | Du Parisien au Tour de France, l'incroyable guerre pour un héritage médiatique... | ? |

### Quatrième saison (2021-2022)
Dernière saison diffusée sur NRJ 12 avant le transfert vers Chérie 25 dès la saison suivante.
| Date de première diffusion | Titre de l'épisode                                                                  | Titres des reportages                                                               | Détails et informations supplémentaires |
| -------------------------- | ----------------------------------------------------------------------------------- | ----------------------------------------------------------------------------------- | --- |
| 9 septembre 2021           | Liliane Bettencourt : parce qu'elle le vaut bien                                    | Liliane Bettencourt : parce qu'elle le vaut bien                                    | |
| 16 septembre 2021          | Amours mortelles !                                                                  | Un héritier à tout prix                                                             | |
| 16 septembre 2021          | Amours mortelles !                                                                  | Un prince presque charmant                                                          | Katheline, en instance de divorce, doit toucher l'argent de la vente de la maison qu'elle avait en commun avec son ex-mari. |
| 30 septembre 2021          | Spéciale Jean-Paul Belmondo : itinéraire d'un enfant gâté                           | Spéciale Jean-Paul Belmondo : itinéraire d'un enfant gâté                           | |
| 7 octobre 2021             | Yves Montand : un héritage d'outre-tombe                                            | Yves Montand : un héritage d'outre-tombe                                            | |
| 14 octobre 2021            | Bernard Tapie : le dernier combat d'un guerrier                                     | Bernard Tapie : le dernier combat d'un guerrier                                     | |
| 4 novembre 2021            | Spéciale Alain Delon : le dernier combat du « guépard »                             | Spéciale Alain Delon : le dernier combat du « guépard »                             | |
| 25 novembre 2021           | Spéciale Joséphine Baker : quatre maris, douze enfants, un château et... la ruine ! | Spéciale Joséphine Baker : quatre maris, douze enfants, un château et... la ruine ! | |
| 2 décembre 2021            | Amy Winehouse : sexe, drogue et héritage                                            | Amy Winehouse : sexe, drogue et héritage                                            | |
| 16 décembre 2021           | Qui a enlevé ces millionnaires français ?                                           | Qui a enlevé ces millionnaires français ?                                           | À Nice, le 24 octobre 2016, des hommes cagoulés extirpent de sa voiture au pied de son immeuble Jacqueline Veyrac, hôtelière de 76 ans, la jettent à l'arrière d'une fourgonnette sur un matelas et ligotent ses mains avec du ruban adhésif. |
| 20 janvier 2022            | Claude François : ça s'en va et ça revient...                                       | Claude François : ça s'en va et ça revient...                                       | |
| 3 février 2022             | Enquête sur les derniers mystères des frères Bogdanoff                              | Enquête sur les derniers mystères des frères Bogdanoff                              | |
| 10 février 2022            | Bons baisers d'Italie : de Gina Lollobrigida à la comtesse Agusta (it)              | Bons baisers d'Italie : de Gina Lollobrigida à la comtesse Agusta (it)              | |
| 24 février 2022            | Brigitte Bardot : une icône, des scandales et un héritier oublié                    | Brigitte Bardot : une icône, des scandales et un héritier oublié                    | |
| 3 mars 2022                | Michael Jackson : l'héritage empoisonné du roi de la pop                            | Michael Jackson : l'héritage empoisonné du roi de la pop                            | |
| 17 mars 2022               | De Toulouse-Lautrec à Camilla de Bourbon : quand héritier devient une guerre        | De Toulouse-Lautrec à Camilla de Bourbon : quand héritier devient une guerre        | |
| 24 mars 2022               | Mademoiselle Coco Chanel : un héritage au parfum de scandale                        | Mademoiselle Coco Chanel : un héritage au parfum de scandale                        | |
| 7 avril 2022               | Famille princière de Monaco : scandales, tragédies et enfants illégitimes           | Famille princière de Monaco : scandales, tragédies et enfants illégitimes           | |
| 5 mai 2022                 | Du magazine Playboy à la saga Millénium, quand l'héritage vire au cauchemar         | Du magazine Playboy à la saga Millénium, quand l'héritage vire au cauchemar         | |
| 19 mai 2022                | Marilyn Monroe : les héritiers préfèrent les blondes                                | Marilyn Monroe : les héritiers préfèrent les blondes                                | |
| 2 juin 2022                | Quand un héritage tourne au drame familial                                          | Quand un héritage tourne au drame familial                                          | Dans le Tarn, Renée, 86 ans, veuve. |
| 9 juin 2022                | Fortunes de malheur                                                                 | Le haras de la discorde                                                             | Un week-end à Fréjus Martin propriétaire d'un haras avec son épouse Rita est tué dans son salon. |
| 9 juin 2022                | Fortunes de malheur                                                                 | Héritage maudit                                                                     | Menton rue Albert-1er 29 mars 2016 Danièle Ritorto-Kremesch, 74 ans, veuve héritière d'une grande fortune familiale, est étouffée dans son lit avec un coussin par Valérie Pisano son auxiliaire de vie.                                      |
| 11 septembre 2022          | Élisabeth II : une reine d'exception                                                | Élisabeth II : une reine d'exception                                                | |

### Cinquième saison (2023)
Première saison inédite diffusée sur Chérie 25 et première saison sans Jean-Marc Morandini.
| Date de première diffusion | Titre de l'épisode                                                          | Titres des reportages                                                       | Détails et informations supplémentaires |
| -------------------------- | --------------------------------------------------------------------------- | --------------------------------------------------------------------------- | --- |
| 2 mai 2023                 | Spéciale prince William : le vrai successeur de la couronne ?               | Spéciale prince William : le vrai successeur de la couronne ?               | |
| 20 juin 2023               | Spéciale Emmanuel-Philibert de Savoie : l'héritage du roi déchu de l'Italie | Spéciale Emmanuel-Philibert de Savoie : l'héritage du roi déchu de l'Italie | |
| 27 juin 2023               | Le jardin préféré des français au cœur d'une histoire d'héritage            | Le jardin préféré des français au cœur d'une histoire d'héritage            | |
| 4 juillet 2023             | Des héritiers trop pressés                                                  | Le viager de la mort                                                        | Le 13 mai 2019 le personnel de l'EHPAD où elle vit trouve Yvette morte dans son lit. |
| 4 juillet 2023             | Des héritiers trop pressés                                                  | Un héritage à tout prix                                                     | Le 11 décembre 2018, André, 91 ans, vivant seul, est trouvé mort par un livreur. |
| 11 juillet 2023            | Les héritiers malheureux                                                    | L'héritage empoisonné d'un lord anglais                                     | |
| 11 juillet 2023            | Les héritiers malheureux                                                    | L'héritage ou la mort                                                       | Le 12 juillet près de Nancy, Marie-Odile en instance de divorce avec Gérard, est tuée. |
| 18 juillet 2023            | L'impossible héritage                                                       | Fratricide pour un héritage                                                 | À Marseille, le partage de l'héritage d'une maison familiale entre Marc, 57 ans, Maurice et Martine abouti au drame. |
| 18 juillet 2023            | L'impossible héritage                                                       | Trahison familiale                                                          | Le 13 juin, dans l'Aveyron, Élisabeth, 48 ans, mère de 3 enfants, séparée de son mari Mehdi, disparait. |
| 25 juillet 2023            | Alerte à l'héritage                                                         | L'héritier déshérité                                                        | Le 26 septembre dans les Vosges, Robert, 61 ans, chauffeur routier retraité, souffrant de soucis de santé, est tué par Maud et Olivier, un couple d'amis, sur les conseils desquels il a réalisé une arnaque à l'assurance.            |
| 25 juillet 2023            | Alerte à l'héritage                                                         | Un héritage meurtrier                                                       | Romenay 17 février 2016, Valérie Guérin, 47 ans est poignardée dans la cave de la maison par son fils Clément, schizophrène. Le 18 avril 2019 il poignarde chez eux son père Yves, 52 ans, et sa grand-mère paternelle Yvette, 87 ans. |
| 1er août 2023              | Ma très chère famille                                                       | Le terrain de discorde                                                      | Le 22 mars 2019 dans le sud de la France, Marinette et Firmin, agriculteurs retraités, sont tués près de leur maison. |
| 1er août 2023              | Ma très chère famille                                                       | Un amour assuré                                                             | Le 21 septembre 2018 Michel, chef d'entreprise de maçonnerie est assassiné chez lui. Il est séparé de Rose, gérante d'une pizzeria. |